# نادي هانوي
نادي هانوي لكرة القدم (بالفيتنامية:Hà Nội Football Club)، هي نادي رياضي لكرة القدم في فيتنام، أسست سنة 2006م، ولها مقرها في العاصمة الفيتنامية هانوي.